# Pachylomera opaca
Pachylomera opaca är en skalbaggsart som beskrevs av Lansberge 1874. Pachylomera opaca ingår i släktet Pachylomera och familjen bladhorningar. Inga underarter finns listade i Catalogue of Life.